# Noordzeegermaanse talen
De Noordzeegermaanse of Ingveoonse talen zijn een groep sterk verwante Germaanse talen en streektalen die in de buurt van de Noordzee gesproken werden. Hiertoe behoren het Oudfries, Oudengels en Oudsaksisch. Het Oudfries en het Oudengels vertonen binnen de Noordzeegermaanse talen een dermate sterke gelijkenis dat soms van een Anglo-Friese subgroep binnen de Noordzeegermaanse talen wordt gesproken.
De term Ingveoons dateert uit de 19e eeuw, maar hij geldt als verouderd omdat hij ten onrechte een direct verband legt met de etnische groep van de Ingvaeones. De betreffende talen werden hoofdzakelijk gesproken aan de Noordzeekust en worden daarom tegenwoordig als Noordzeegermaans of Kustgermaans aangeduid.
De Noordzeegermaanse talen kenmerken zich door een verzameling klankverschuivingen die zich - net als bij het Hoogduits - door contacten tussen buurvolkeren in meerdere of mindere mate hebben verspreid. Vooralsnog wordt het kerngebied waarbinnen al deze kenmerken zijn ontstaan en van waaruit al deze invloeden zich hebben verspreid alleen geïdentificeerd met de Noordzee-regio's, niet met een bepaald volk. Volkeren hadden toentertijd nog geen vaste samenstelling en bestonden uit kleinere stamverbanden die zich op grond van materiële overwegingen afwisselend konden aansluiten bij grotere 'volks'eenheden. Onze kennis over de demografische geschiedenis van het Noordzeegebied vertoont in dit opzicht nog veel leemtes, met name wat betreft de precieze rol daarin voor de groepen die zich Friezen noemden of genoemd werden. Voor het Nederlandse gebied wordt gemakshalve ook wel de naam Proto-Fries gebruikt, waarmee voor die gemeenschappelijke voorouder gewoonweg de Friezen worden geïmpliceerd.
De betrokken taalfamilie ontleende zijn 19e-eeuwse naam aan de volkeren die in het Latijn als Ingvaeones werden aangeduid, een groep stammen die volgens de Romeinse geschiedschrijvers de Germaanse kustgebieden bewoonden. Minder bekend is haar tegenhanger, de Istvaeoonse groep, genoemd naar de Germaanse bewoners die meer aan de Rijn woonden, de Istvaeones. Uit deze laatste 'stam'groepen hebben de Franken zich gevormd en zijn de Frankische talen en dialecten voortgekomen, waaronder het Nederlands. Ook de oorspronkelijke Frisii, die Noordwest-Nederland voor volksverhuizingstijd bewoonden, behoorden misschien tot deze groep. De taalkundige Peter Schrijver stelt daarentegen op grond van naamkundige overwegingen dat de Frisii een dialect met een Keltische inslag moeten hebben gesproken. 
Voorbeelden van talen en dialecten met veel Noordzeegermaanse substraten zijn, naast de rechtstreekse voortzettingen in het Fries en het Engels, het Nederfrankisch (waaronder het Nederlands, in het bijzonder de aan de Noordzeekusten gesproken dialecten in Zeeland en West-Vlaanderen), en ook de taal van de Hollandse vissersdorpen, de Nedersaksische streektalen, althans in de Groninger Ommelanden, en het Friso-Frankische dialect dat West-Fries wordt genoemd. Andere verwante Germaanse talen, voor een deel onderling verstaanbaar, zijn het Deens, Zweeds, Noors en Afrikaans (ontstaan uit het Hollands).

## Ingveoonse (Noordzeegermaanse) klankverschuivingen
De Noordzeegermaanse talen onderscheiden zich op het vlak van fonologie en morfologie van de andere West-Germaanse talen.
Met name Fries en Engels hebben een duidelijk Noordzeegermaans karakter. In mindere mate kent ook het Nederlands Noordzeegermaanse eigenschappen. Sommige dialecten vertonen deze dan weer sterker, zoals het West-Vlaams; in het Hollands zijn deze zogenaamde ingveonismen wellicht te herleiden tot een Fries substraat. 
Het verschil met de tweede Germaanse klankverschuiving ligt in het feit dat in dit geval de noordwestelijke talen van klank verschoven en de zuidoostelijke gelijk bleven, terwijl het bij de tweede Duitse klankverschuiving precies andersom was.

### Nasaalsyncopemetcompensatierekking
Een Noordzeegermaans klankverschijnsel is dat bij een Germaans woorddeel dat bestaat uit een klinker, een neusklank en een wrijfklank, die nasaal verloren gaat en de voorgaande klinker wordt verlengd (iets soortgelijks heeft zich met name sterk voorgedaan in de geschiedenis van het Frans): dit staat bekend als de nasaalspirantenwet (Engels: Ingvaeonic nasal spirant law). Voorbeelden hiervan zijn de volgende cognaten: Nederlands vijf, Engels five, Fries fiif, Nederduits fiev, in tegenstelling tot Duits fünf. Meestal blijven Noordzeegermaans kenmerken echter beperkt tot het Engels en het Fries: zoals in Engels us en Fries ús tegenover Nederlands ons en Duits uns. Verdere voorbeelden:
- Germaans *tanþz wordt Engels tooth, Noord-Fries tosk (tegenover Nederlands tand, Duits Zahn).
- Germaans *samfþō, -ijaz wordt Oudengels sōfte (later wordt de o kort: soft), Fries sêft, Nederlands zacht [ft→cht] (tegenover Duits sanft).
- Germaans *anþeraz wordt Engels other, Fries oar, Frans-Vlaams aajer (tegenover Nederlands en Duits ander [þ→d]) (het Oudengelse other werd met een lange oo-klank uitgesproken, om in het Middelengels via een oe naar de huidige klank, die weer kort is, te evolueren)

(in het Fries is ook de th-klank die oorspronkelijk tussen de o en de a stond, verdwenen).
- Germaans *gansz wordt Engels goose, Fries goes, Nederduits Goos (tegenover Nederlands gans, Duits Gans).

### Ontronding /ʏ/ → /ɪ/ → /ɛ/
De Nederlandse /ʏ/ (van bijvoorbeeld put) werd in zuidwestelijke kustdialecten en Noordzeegermaanse talen ontrond, dat wil zeggen meer naar voren in de mond gearticuleerd tot een /ɪ/ (klank als in pit), die soms vervolgens nog verwijd werd (vooral in het Fries) tot een /ɛ/ (klank als in pet).
| Duits   | Nederlands | Afrikaans | West-Vlaams              | Zeeuws             | Engels | West-Fries | Fries         |
| ------- | ---------- | --------- | ------------------------ | ------------------ | ------ | ---------- | ------------- |
| Pfütze* | put        | put       | pit                      | pit                | pit    | pet        | pet           |
| dünn    | dun        | dun       | dunne, dinne             | dinne              | thin   | dun        | tin           |
| Rücken  | rug        | rug       | rugge, rik, rek          | rik                | ridge  | reg        | rêch, rich    |
| Brücke  | brug       | brug      | brugge, (soms) brigge    | brigge (verouderd) | bridge | breg       | brêge, brigge |
| Mücke   | mug        | muggie    | mugge, mizje (verouderd) | mogge              | midge  | mig        | mich          |
| Knüppel | knuppel    | knuppel   | knippel (verouderd)      | knippel            |        | kneppel    | kneppel       |

* Het Duitse Pfütze betekent tegenwoordig ‘plas’.

### Andere Noordzeegermaanse klankverschuivingen
De Germaanse lange æ werd in het Nederlands een a, terwijl hij in de Noordzeegermaanse talen een e en vervolgens een i werd. Voorbeeld: Nederlands schaap tegenover Fries skiep en Engels sheep.

## Anglo-Friese klankverschuivingen

### /ɣ/ → /j/
Op het fonetische vlak kenmerken de Noordzeegermaanse talen zich verder door een grootschalige lenitie ofwel verzachting, dat wil zeggen het verschuiven van de /ɣ/-klank (de Nederlandse 'g' als in gaan) naar een /j/-klank. Dit fenomeen komt vrijwel alleen voor in het Fries en het Engels, en vormt een belangrijke reden voor taalkundigen om het Fries samen met het Engels tegenover andere continentaal-West-Germaanse talen te plaatsen. Het Zeeuws en West-Vlaams sluiten hierin min of meer aan bij het Fries en Engels en hebben een /ɦ/ waar het Nederlands een /ɣ/ heeft. Voorbeelden:
| Duits      | Nederlands | Fries            | Engels                      | Zeeuws            |
| ---------- | ---------- | ---------------- | --------------------------- | ----------------- |
| gestern    | gisteren   | juster           | yesterday                   | hister            |
| —          | ginder     | jinder           | yonder                      | hinder            |
| Garn       | garen      | jern             | yarn                        | haern             |
| Regen      | regen      | rein             | rain                        | reehn             |
| geschlagen | geslagen   | slein            | slain                       | eslehe            |
| Hagel      | hagel      | heil             | hail                        | aehel             |
| Nagel      | nagel      | neil             | nail                        | naehel            |
| Flegel     | vlegel     | fleil            | flail                       | vluie             |
| Segel      | zeil       | seil             | sail                        | zeil              |
| Tag        | dag        | dei              | day                         | dag               |
| Weg        | weg        | wei              | way                         | weht              |
| gelten     | gelden     | jilde            | yield                       | helde             |
| gern       | gaarne     | jerne            | yearn                       | haern             |
| Garten     | gaard      | gard, gerd, gord | yard                        | herd              |
| gar        | gaar       | gear             | yare                        | haer              |
| gelb       | geel       | sfri. jeel       | yellow                      | heluw (verouderd) |
| Gischt     | gist       | sfri. jääst      | yeast                       | histe             |
| gähnen     | (geeuwen)  | ndfri. jåne      | yawn                        | heeuwe            |
| Wagen      | wagen      | wein             | wain                        | waehn             |
| Geld       | geld       | jild             | yield                       | held              |
| geben      | geven      | jaan             | oe. ġiefan;me. yeven, yiven | hee(n)            |
| gießen     | gieten     | jitte            | me. yeten                   | hieete(n)         |
| mögen      | mogen      | meie             | may                         | meuhe, mahhe      |

1. ↑  In het Engels wordt achter de yester-stam nog de bepaling day gevoegd, die de letterlijke vertaling ‘gisterendag’ maakt. Als deze bijvoeging achterwege wordt gelaten, wordt de overeenkomst tussen het Friese juster en het Engelse yester- nog duidelijker.
2. ↑  Tegenwoordig in het Engels alleen een werkwoord, maar nog steeds met eenzelfde betekenis ‘smachten, vurig verlangen’.
3. 1 2  Saterfries = (Westerlauwers) Fries giel/geel; gêst.
4. ↑  Noord-Fries = Saterfries (ho)jane.
5. ↑  Verouderd; betekent een door een paard getrokken wagen. Vandaar de familienaam Wainwright (letterlijk: wagenmaker). Nieuwengels wagon is ontleend aan Nederlands.

### Palatalisatie en assibilatie van velaire plofklanken
Een andere karakteristieke klankverschuiving die zich binnen de Noordzeegermaanse talen alleen in de Anglo-Friese subgroep heeft voorgedaan is de assibilatie van de stemloze velaire plofklank /k/ naar de stemloze affricaat /t͡ʃ/ en stemhebbende velaire plofklank /g/ naar de stemhebbende affricaat /d͡ʒ/, indien ze werden gevolgd door een frontale klinker. Een verschil tussen het Fries en het Angelsaksisch is dat in de laatstgenoemde assibilatie ook voorkwam ná een frontale klinker (vgl. Fries tsjerke en Engels church)
Het ligt voor de hand dat aan deze assibilatie een palatalisatie is voorafgegaan. De Duitse germanist Theodor Siebs stelde dat de samenstelling /k/ + /î/ onmogelijk uit te spreken is zonder daarbij een /ç/-achtig overgangsgeluid te produceren (/ç/ spreekt men uit als de 'ch' in het Duitse 'ich'). Als de /k/ in die samenstelling wordt uitgesproken beweegt de tong alvast naar een positie tegen het gehemelte (palatum) die nodig is voor de productie van /î/. De palatale plofklank + /ç/ die hieruit ontstaat is moeilijk te onderscheiden van de affricaat /t͡ʃ/.
Hoewel sommigen menen dat de assibilatie van /k/ en /g/ naar respectievelijk /ts/ en /dz/ al voor de migratie van de Angelsaksen naar de Britse eilanden moet hebben plaatsgevonden, menen de meeste taalwetenschappers dat deze ontwikkelingen zich onafhankelijk van elkaar op beide delen van het continent hebben ontwikkeld. Ervan uitgaande dat dit laatste het geval is, is het wel zeer aannemelijk dat deze ontwikkeling voortkomt uit een gemeenschappelijke predispositie voor deze verschuiving. Hierbij kan gedacht worden aan een neiging om de /k/ en /g/ extreem te palataliseren naar /kʲ/ en /gʲ/.

#### /k/ → /t͡ʃ/
Voorbeelden van de genoemde stemloze klankverschuiving /k/ → /t͡ʃ/ (of /k/ → /t͡s/) zijn de volgende:
| Duits     | Nederlands  | Fries          | Engels     |
| --------- | ----------- | -------------- | ---------- |
| Kirche    | kerk        | tsjerke        | church     |
| Käse      | kaas        | tsiis          | cheese     |
| Kaff      | kaf         | tsjêf          | chaff      |
| Kelch     | kelk        | tsjelk         | chalice    |
| —         | kaak        | tsjeak         | cheek      |
| kernen    | karnen      | tsjerne        | churn      |
| kaudern   | koeteren    | tsjetterje     | chatter    |
| keiben    | kijven      | tsifje         | —          |
| Kehr      | kier / keer | tsier / tsjier | chore      |
| Kerl      | kerel       | tsjirl         | churl      |
| Kessel    | ketel       | tsjettel       | oe. ċietel |
| jeglich   | elk         | elts           | each       |
| reichen   | reiken      | ofri. rētsia * | reach      |
| gebrochen | gebroken    | brutsen        | broken **  |
| strecken  | strekken    | strekke        | stretch    |
| sticken   | stikken     | stikje         | stitch     |

* tegenover Nieuwfries reke, rikke, Saterfries räkke

** tegenover het zelfstandig naamwoord breach ‘breuk’

#### /g/ → /d͡ʒ/
Voorbeelden van de stemhebbende klankverschuiving /g/ → /d͡ʒ/ (of /g/ → /d͡z/) zijn de volgende:
| Duits    | Nederlands | Fries  | Engels     |
| -------- | ---------- | ------ | ---------- |
| Wiege    | wieg       | widze  | —          |
| eggen    | eggen      | eidzje | oe. ecgan  |
| sagen    | zeggen     | sizze  | oe. secgan |
| Gefangen | gevangen   | finzen | me. fangen |
| Rücken   | rug        | rêch   | ridge      |
| Brücke   | brug       | brêge  | bridge     |
| Mücke    | mug        | mich   | midge      |
| Ecke     | egge       | ich    | edge       |

## Deflexie
In de morfologie vertonen de Noordzee-Germaanse talen deflexie in de samenvoeging van de accusatieve en datieve naamvallen tot de objectieve naamval en in de persoonsvormen, die in het meervoud alle samen vielen – de zogenoemde eenheidspluralis. Dit in tegenstelling tot bijvoorbeeld het Duits:
| Duits     | West-Vlaams | Zeeuws        | Nederlands         | West-Fries  | Fries     | Engels    | Afrikaans |
| --------- | ----------- | ------------- | ------------------ | ----------- | --------- | --------- | --------- |
| wir haben | Widder èn   | oôns/wilder è | wij hebben         | wai hewwe   | wy hawwe  | we have   | ons het   |
| ihr habt  | Gidder èt   | julder è      | jullie hebt/hebben | jolle hewwe | jim hawwe | you have  | julle het |
| sie haben | Zidder èn   | ulder è       | zij hebben         | sai hewwe   | hja hawwe | they have | hulle het |

Hierbij moet worden opgemerkt dat jullie een relatief nieuw voornaamwoord is in het Standaardnederlands, en dat in het Nederlands naast het moderne jullie hebben ook jullie hebt voorkomt, al is dat in de spreektaal niet (meer) gebruikelijk. Deze vorm is in de standaardtaal ooit onder invloed van het Brabants (gij/gullie hebt) ingevoerd. Vergelijk ook de Duitse standaardvormen ihr habt en ihr könnt.
Het Engels lijkt de vereenvoudiging nog het meest doorgetrokken te hebben; ook de enkelvoudpersonen zijn, met uitzondering van he/she/it en het verouderde thou, gelijk aan de meervoudspersonen. Ook dit is een relatief nieuwe ontwikkeling. In het Oudengels en Middelengels hadden de enkelvoudsvormen in tegenwoordige en verleden tijd een eigen, herkenbare uitgang:
| Oudengels | Oudengels     | Middelengels | Middelengels |
| --------- | ------------- | ------------ | ------------ |
| iċ        | hæbbe         | i(ch)        | have         |
| þū        | hæfst, hafast | þou          | hast         |
| hē        | hæfþ, hafaþ   | he           | hat          |
| wē/gē/hīe | habbaþ        | we/ye/heo    | haveþ, haven |

## Wederkerend voornaamwoord
In tegenstelling tot andere West-Germaanse talen kennen de nse talen geen aparte vorm voor wederkerende voornaamwoorden in de derde persoon. Hierbij dient in ogenschouw genomen te worden dat in het Nederlands pas vanaf de 14e eeuw sich (modern: zich) het woord hem (vrouwelijk: hare, meervoud: hen) ging vervangen. Het Afrikaans heeft nog steeds hom. Het woord 'zich' is geleend uit het Duits (sich). In het Nederlands betekenen "Hij wast zich" en "Hij wast hem" tegenwoordig iets geheel anders. In het Fries kan "Hy wasket him" beide betekenen (meestal betekent het "Hij wast zich"). Bij onduidelijkheid kan "-sels" toegevoegd worden: "Hy wasket himsels". Dit is ook het geval in het Engels, waar "-self" tegenwoordig standaard wordt toegevoegd: "He washes himself". Het West-Vlaams heeft dit kenmerk ook: "Hj' is hem an 't wasn" of "Hje wast hem", "zie wast heur", evenals het West-Fries: "Hai waskt himself." Ook in andere Nederlandse dialecten, zoals het Zeeuws wordt hem (ie wast n of met nadruk ‘im) als wederkerend voornaamwoord gebruikt.
Zie ook: Zich.
| persoon       | Engels       | Fries     | West-Fries | West-Vlaams | Afrikaans  | Nederlands | Duits |
| ------------- | ------------ | --------- | ---------- | ----------- | ---------- | ---------- | ----- |
| 3e mannelijk  | him(self)    | him(sels) | himself    | em          | homself    | zich       | sich  |
| 3e vrouwelijk | her(self)    | har(sels) | heurself   | eur         | haar(self) | zich       | sich  |
| 3e meervoud   | them(selves) | har(sels) | hunself    | ulder       | hulle      | zich       | sich  |
| onbepaald     | one(self)    | jin(sels) | ut         | et          | -          | zich       | sich  |